# Walter Dornberger
Walter Robert Dornberger (Gießen, 6 settembre 1895 – Sasbach, 27 giugno 1980) è stato un militare tedesco partecipante alla Prima e alla Seconda Guerra Mondiale.

## Biografia

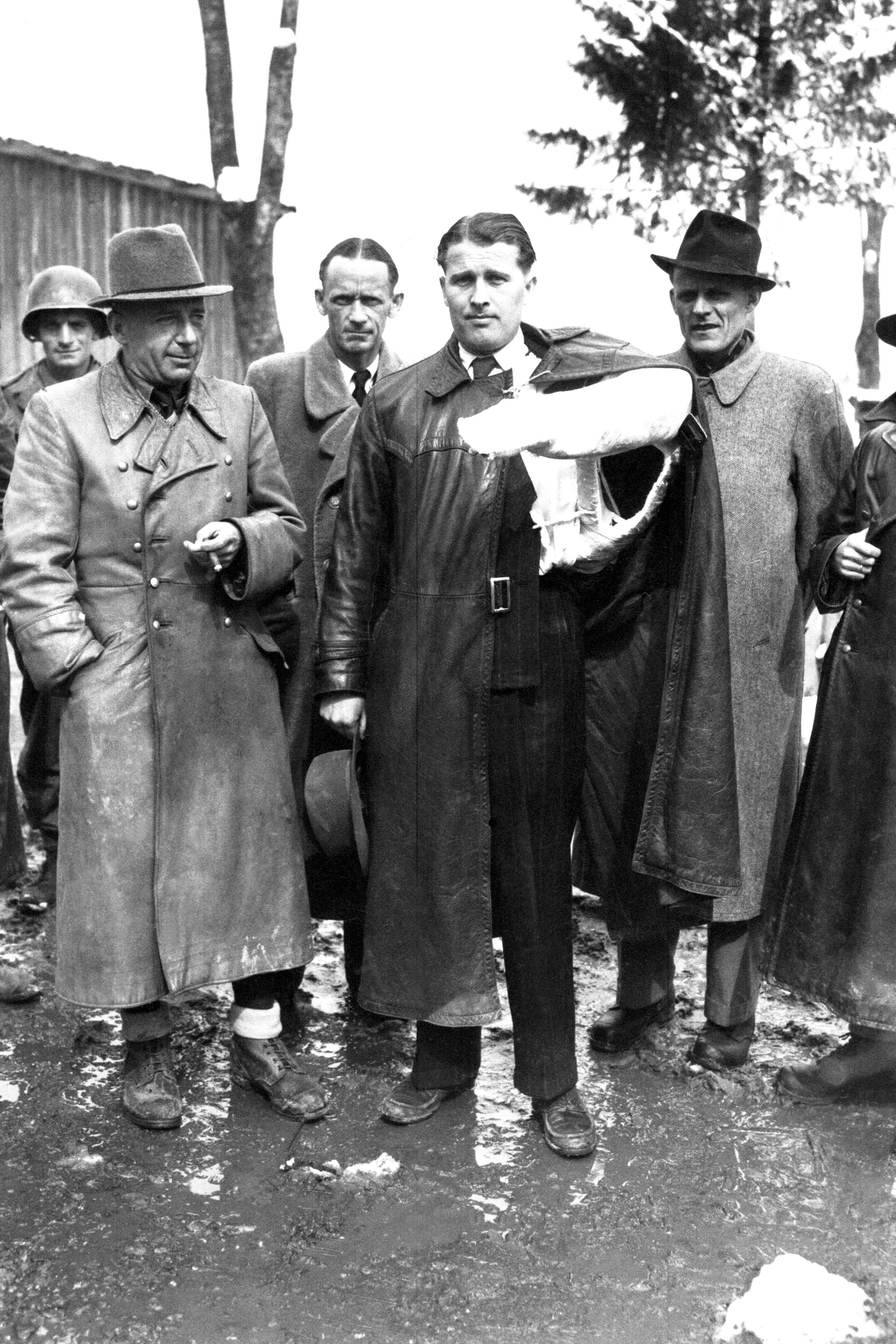
Dornberger (a sinistra, con il cappello) con Wernher von Braun ed altri scienziati tedeschi al momento della resa nel maggio 1945.

Dornberger nasce a Gießen e viene arruolato nel 1914. Nell'ottobre 1918 viene catturato dai marines statunitensi e trascorre due anni in una prigione di guerra francese.
Alla fine del 1920, completa un corso di ingegneria con lode presso l'Istituto Tecnico di Berlino, e nella primavera del 1930, Dornberger si laurea dopo cinque anni in ingegneria meccanica dalla Technische Hochschule di Charlottenburg a Berlino. Lo stesso anno, mentre dipendeva dall'uffici armamenti della Reichswehr, fu incaricato di approfondire gli studi per realizzare razzi per uso militare. Pose la sua base a Kummersdorf, nella periferia berlinese e fu qui che il 1º ottobre 1932 assunse come suo diretto collaboratore Wernher von Braun. Già nel 1934 Dornberger e von Braun fecero i primi esperimenti con i razzi.
Nel 1935 Dornberger riceve un dottorato honoris e il colonnello Karl Emil Becker lo nomina Preside della nuova Facoltà di tecnologia militare presso la Technische Hochschule di Berlino. Nel 1936 spostarono il laboratorio sull'isola di Usedom, nel mar Baltico, presso la località di Peenemünde, dove vennero perfezionati gli studi che portarono alla realizzazione delle V1 e delle V2.
Nella notte tra il 17 ed il 18 agosto 1943 il sito di Peenemünde fu pesantemente bombardato da 571 aerei della USAAF (che però non provocò molti danni anche grazie all'intervento tempestivo di alcuni Messerschmitt Me 262), sia Dornberger che von Braun riuscirono a salvarsi assieme ai progetti della V-2. Nel maggio 1945 Dornberger, von Braun ed altri scienziati legati ai progetti missilistici si arresero e furono fatti prigionieri dagli statunitensi. Fu condotto negli Stati Uniti, dove fu assunto dalla Bell Aircraft prima a Dayton e poi a Buffalo. Divenne in seguito dirigente della stessa azienda, per poi passare prima alla Bell Aerosystems ed in seguito alla Bell Aerospace come scienziato responsabile dei maggiori progetti. 
Dopo il pensionamento, Dornberger si ritirò prima in Messico e poi in Germania, dove morì nel 1980.